# نمای خیلی نزدیک (فیلم)
نمای خیلی نزدیک (انگلیسی: Extreme Close-Up) یک فیلم به کارگردانی جین‌نات وارک است که در سال ۱۹۷۳ منتشر شد.